# Bokononismus
Bokononismus je fiktivní náboženství, vyznávané mnoha postavami románu Kolíbka (Cat's Cradle) od Kurta Vonneguta. Zakladatel tohoto náboženství Lionel Boyd Johnson byl nazván podle výslovnosti svého jména domorodci Bokononem.
Je založeno na životě ve lži nazývané foma, která činí lidi šťastné.
Všechny ty veliké pravdy, které jsem kázal, byly jen bezuzdné lži.
Bokononistické splynutí duší je zprostředkované vzájemným dotykem chodidel - boko-maru.
Lidstvo je uspořádáno do skupin karassů, které naplňují Boží vůli. Každý karass má ústřední bod (reálný předmět), okolo kterého se otáčí. Nazývá se wampetr a v daném okamžiku je vždy jeden nastupující (jeho důležitost vzrůstá) a odcházející.
Na rozdíl od smysluplných karassů existuje mnoho uskupení (granfalónů), které žádný smysl nemají (státy, církve, spolky …).
Chceš-li znáti obsah granfalónu, vezmi nůž a pozři do balónu.
Bokonon nám nezakazuje, abychom se snažili tomu všemu porozumět. On jen skromně podotýká, že se nám to stejně nikdy nepodaří.

## Další citáty z Knih Bokononových
Podivné záminky našich cest jsou tanečními hodinami samotného Boha.
Kdo se domnívá, že ví, co Bůh činí, je bláhový.
Nikdy není předčasné říci sbohem.